# Kościół św. Marii Magdaleny w Krotoszynie
Kościół Świętej Marii Magdaleny w Krotoszynie – rzymskokatolicki kościół parafialny znajdujący się w Krotoszynie, należący do dekanatu Krotoszyn w diecezji kaliskiej. Mieści się na przedmieściu Stary Krotoszyn.

## Historia, architektura i wyposażenie
Jest to świątynia drewniana z 1775 roku, wzniesiona na miejscu starszej ufundowanej już zapewne w XIII stuleciu, restaurowana w 1830 roku, nakryta dachem gontowym. Posiada konstrukcję zrębową i jest oszalowana.